# Bảo tàng Horta
Nhà bảo tàng Horta (tiếng Pháp: Musée Horta, tiếng Hà Lan: Hortamuseum) là một nhà bảo tàng các di vật và tác phẩm của kiến trúc sư người Bỉ Victor Horta thuộc trường phái Art Nouveau (Tân nghệ thuật).
Nhà bảo tàng này gồm một nhà cư ngụ cũ của ông và xưởng làm việc xây năm 1898 nằm tại số 25, phố Américaine, Saint-Gilles, ngoại ô Thành phố Bruxelles, Bỉ. Ngoài lối kiến trúc theo phong cách Tân nghệ thuật, nhà bảo tàng này còn trưng bày các đồ nội thất, các đồ dùng và các tác phẩm nghệ thuật của cố kiến trúc sư Victor Horta, cùng các tài liệu liên quan đến cuộc đời và sự nghiệp của ông.
Cùng với ba ngôi nhà khác do ông thiết kế, nhà bảo tàng này đã được UNESCO đưa vào danh sách di sản thế giới năm 2000.

## Hình ảnh

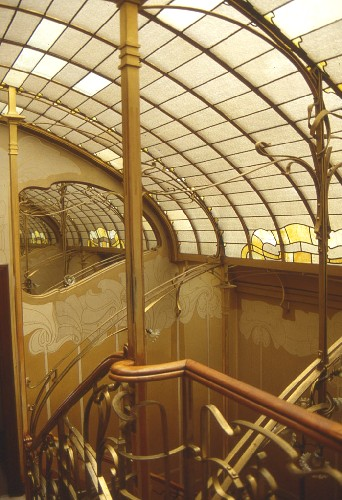
Nội thất
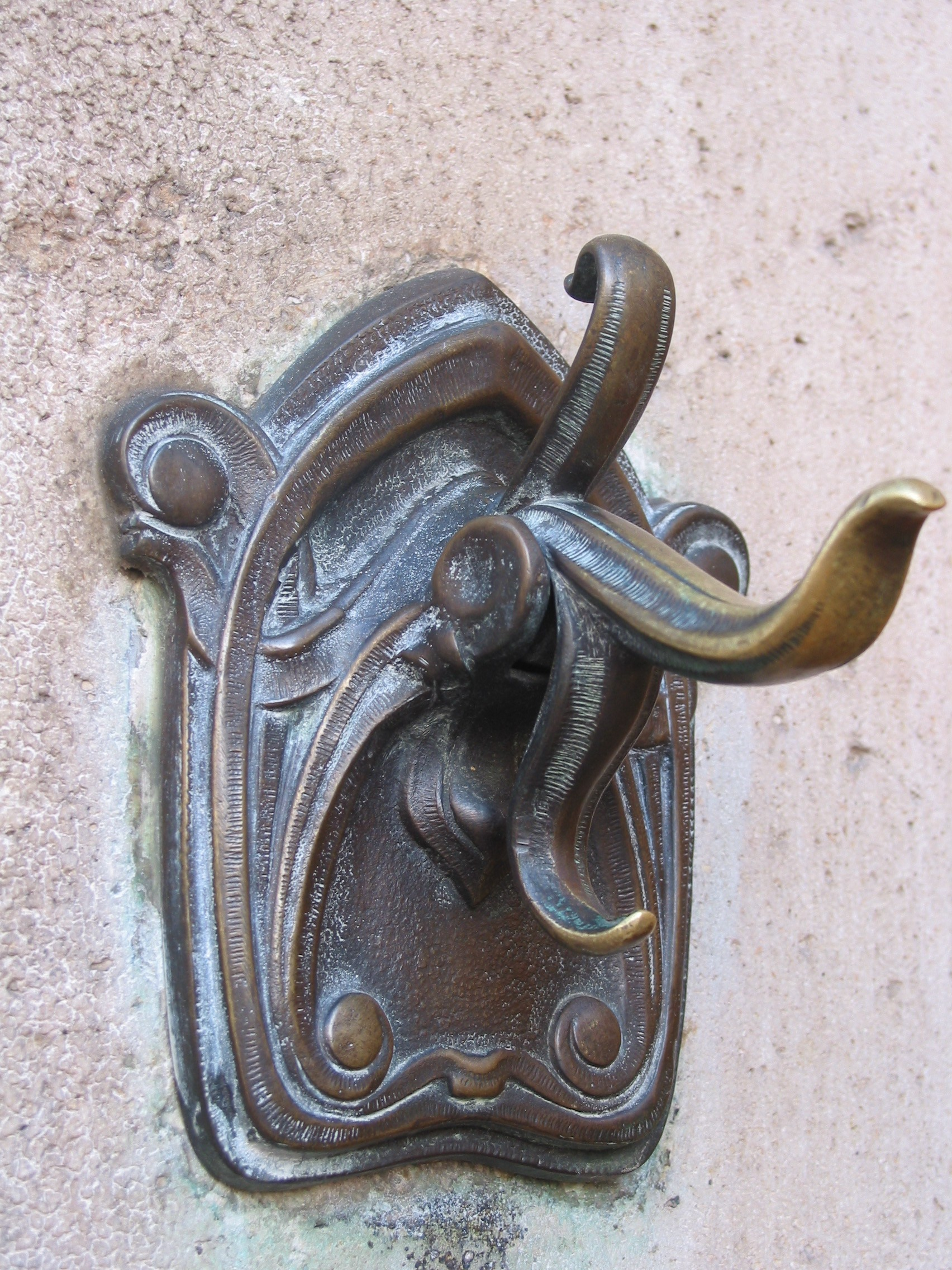
Chuông cửa
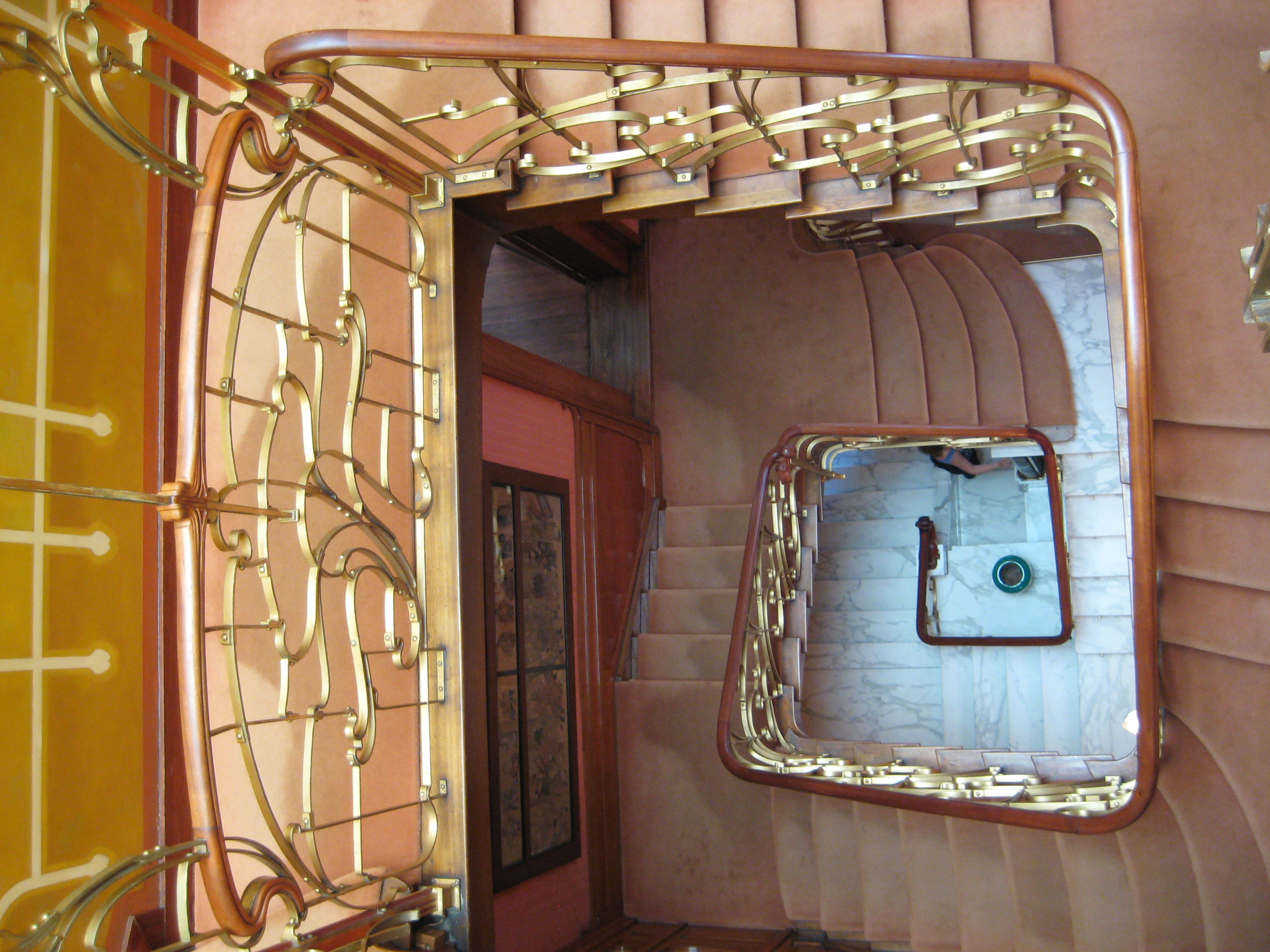
Cầu thang xoáy trôn ốc, Horta Museum